# Tuscola (Illinois)
Pour les articles homonymes, voir Tuscola.
La ville de Tuscola est le siège du comté de Douglas, dans l’État d’Illinois, aux États-Unis. Lors du recensement de 2010, la population de Tuscola s'élève à 4 480 habitants, estimée à 4 391 habitants en 2017.

## Source
- (en) Cet article est partiellement ou en totalité issu de l’article de Wikipédia en anglais intitulé « Tuscola, Illinois » (voir la liste des auteurs).